# Пастецкий, Станислав
Станислав Зыгмунт Пастецкий (пол. Stanisław Zygmunt Pastecki, 12 ноября 1907, Варшава, Царство Польское, Российская империя — 24 февраля 1988, Алхамбра, Калифорния, США) — польский хоккеист, нападающий. Участвовал в зимних Олимпийских играх 1928 года.

## Биография
Станислав Пастецкий родился 12 ноября 1907 года в Варшаве.
Играл в хоккей с шайбой на позиции нападающего. В сезоне-1926/1927 выступал за ВТЛ из Варшавы, в 1927—1934 годах играл в варшавской «Легии», в составе которой в 1933 году стал чемпионом Польши.
В 1928 году вошёл в составе сборной Польши по хоккею на зимних Олимпийских играх в Санкт-Морице, поделившей 8-10-е места. В матчах не участвовал.
В течение карьеры провёл за сборную Польши 4 матча.
Впоследствии эмигрировал в США, носил имя Стэнли Пастецкий.
Умер 24 февраля 1988 года в американском городе Алхамбра.